# Idaea pluripunctata
Idaea pluripunctata är en fjärilsart som beskrevs av Georg Ludwig Scharfenberg 1791. Idaea pluripunctata ingår i släktet Idaea och familjen mätare. Inga underarter finns listade i Catalogue of Life.